# Ostřice žitná
Ostřice žitná (Carex secalina) je druh jednoděložné rostliny z čeledi šáchorovité (Cyperaceae).

## Popis
Jedná se o rostlinu dosahující výšky nejčastěji 10–40 cm. Je vytrvalá, trsnatá, bez výběžků. Listy jsou střídavé, přisedlé, s listovými pochvami. Lodyha je trojhranná, kratší než listy. čepele jsou asi 3–5 mm široké, světle zelené až šedozelené. Bazální pochvy jsou nerozpadavé. Ostřice žitná patří mezi různoklasé ostřice, nahoře jsou klásky čistě samčí, dole čistě samičí. Samčích klásků bývá 1-3, samičích nejčastěji 3–5. Samičí klásky jsou podlouhlé, asi 1–3 cm dlouhé a asi 6–7 mm široké, oddálené a roztroušené po celém stonku. Klásky jsou v nich uspořádány do šroubovice, proto nejsou patrné podélné řady. Dolní listen má až 4 cm dlouhou pochvu Okvětí chybí. V samčích květech jsou zpravidla 3 tyčinky. Blizny jsou většinou 3. Plodem je mošnička, která je asi 5–7 mm dlouhá, hladká, jen na okraji zobánku drsná, zakončená cca 2 mm dlouhým výrazně dvouklaným zobánkem.

## Rozšíření ve světě
Ostřice žitná roste ve střední, východní až jihovýchodní Evropě na východ až po jižní Sibiř.

## Rozšíření v Česku
V ČR je to vzácný druh rozšířený v teplých oblastech jižní Moravy a středních a severozápadních Čech a patří k silně ohroženým druhům flóry ČR, kategorie C2. Je to halofyt, roste hlavně na zasolených loukách a mokřadech a na zasolených úhorech.